# رأس المعرة
رأس المعرة قرية سوريّة تقع في سلسلة جبال القلمون تتبع إداريّاً لمحافظة ريف دمشق منطقة يبرود ناحية مركز يبرود، بلغ تعداد سكانها 8,520 نسمة حسب التعداد السكاني لعام 2004.